# Paul Clifford Hutchison
Paul Clifford Hutchison (Antioch, Califòrnia, Estats Units, 3 de gener de 1924 - 6 de setembre de 1997) va ser un botànic estatunidenc.

## Biografia
Amb 13 anys ja es va fer soci de l'Associació de Cactus i Altres Suculentes d'Oakland, Califòrnia, i abans d'acabar els estudis a l'institut ja tenia un hivernacle al costat de casa seva amb centenars de suculentes sud-africanes i estatunidenques. Com a millor alumne de l'institut, va aconseguir una beca per a la Universitat de Califòrnia, Berkeley, on es va graduar en botànica. Va començar a treballar al viver d'Ed Hummel a Inglewood, Califòrnia, abans d'incorporar-se a la plantilla del Jardí Botànic de la Universitat de Califòrnia el 1949, on ben aviat va passar a ser el comissari de les plantes exòtiques. Va incrementar la col·lecció de suculentes, especialment el 1952 que va fer un viatge a Chile i Perú, d'on va portar moltes llavors i gairebé 500 cactus per al Jardí Botànic.
Va escriure nombrosos articles per la revista Cactus and Succulent Journal (U.S.). Va participar en vàries expedicions als Andes, dirigides per Thomas Harper Goodspeed, que era el director del Jardí Botànic, la darrera expedició ja la va dirigir ell mateix, col·lectant molts exemplars, entre ells va trobar l'espècie subterrània Neoporteria occulta, “totalment subterrània amb només la fruita a la superfície". El 1958 va ajudar a fundar l'Internacional Succulent Institute (ISI) de Millbrae, Califòrnia.
El 1060 va fer un extens viatge per Europa, visitant algunes de les autoritats en suculentes més eminents del món. El 1966 Paul estava en procés de revisió del gènere Adromischus, dels que tenia una extensa col·lecció i diverses espècies noves, quan va marxar de la Universitat de Califòrnia i va comprar una finca amb la idea de construir el seu propi viver, Tropic World, on hi va construir diversos hivernacles, dedicant una part de la finca al que havia de ser el California Botanical Garden, i va crear la Tropic World Foundation, que va tenir molt pocs membres. El jardí no va arribar a funcionar i Paul va tenir molts problemes econòmics. Va haver de vendre part de la seva biblioteca, amb importants i rars llibres de botànica.
El 1967 va rebre el premi 'Fellow' de la Crop Science Society of America, i el 1989 el premi al mèrit de la Southern California Horticulture Institute.
El 1970 li van fer un trasplantament de ronyó, que va fallar anys més tard, fins que li va provocar la mort el 6 de setembre de 1977, als 73 anys.